# ديف ريان
ديف ريان (بالإنجليزية: Dave Ryan)‏ هو لاعب البولنغ ‏ ومعلق رياضي أمريكي، ولد في 20 يونيو 1967.